# Sakarajärvi (sjö i Kajanaland)
Sakarajärvi är en sjö i Finland. Den ligger i kommunen Suomussalmi i landskapet Kajanaland, i den centrala delen av landet, 500 km norr om huvudstaden Helsingfors. Sakarajärvi ligger 156,7 meter över havet. Den är 17,7 meter djup. Arean är 2,27 kvadratkilometer och strandlinjen är 10,62 kilometer lång. Sjön  ingår i Uleälvens huvudavrinningsområde. 